# Катастрофа літака Ан-26 на Камчатці
Катастрофа Ан-26 у Палані (2021) — авіаційна катастрофа, що сталася 6 липня 2021 року в Камчатському краї Росії. Авіалайнер Ан-26Б-100 Камчатського авіаційного підприємства виконував плановий рейс PTK251 за маршрутом Петропавловськ-Камчатський — Палана, при заході на посадку в пункті призначення зіткнувся зі сопкою. Загинули всі, хто перебував на його борту — 28 осіб — 22 пасажири і 6 членів екіпажу.

## Літак
Ан-26Б — 100 (реєстраційний номер СРСР-26085, заводський 12310, серійний 123-10) випустив Київський авіаційний завод 24 травня 1982 року. З 23 січня 1993 року до травня 1994 року експлуатувався авіакомпанією «Пермтрансавіа» (борт RA-26085). З травня 1994 року до 8 квітня 2002 року перебував у лізингу в ООН, потім (з 8 квітня по липень 2002 року) в авіакомпанії Air Mali. З липня 2002 року зберігався в Києві, перебуваючи у власності компанії «Київська Русь» (борт UR-BXP). 17 травня 2013 року викуплений Камчатським авіаційним підприємством. Оснащений двома турбогвинтовими двигунами АІ-24ВТ ЗМКБ «Прогрес» імені О. Г. Івченка. Сертифікат його льотної придатності закінчувався 30 серпня 2021 року.

## Екіпаж і пасажири
На борту літака перебували 6 членів екіпажу та 22 пасажири.
- Командир повітряного судна (КВС) — 35-річний Дмитро Нікіфоров. 15 липня 2013 року влаштувався на роботу до Камчатського авіапідприємства на літак Ан-26. 2019 року став командиром цього судна. Загальний наліт становив 3340 годин, з них на Ан-26 — 2885. Як командира — 746[6].
- Другий пілот — 28-річний Олександр Анісімов. 2018 року влаштувався на роботу до Камчатського авіапідприємства на літак Ан-26. Загальний наліт складав 2090 годин, з них на Ан-26 — 1263.
- Штурман — 49-річний Володимир Садієв. На посаду штурмана Ан-26 влаштувався 2018 року. Загальний наліт — 2090 годин, з них на Ан-26 — 1091.

Також до складу екіпажу входили Рюстем Завгаров (1956—2021), Іван Неверов (1990—2021) та Ірина Середа (1982—2021).
Серед пасажирів — голова селища Палана О. П. Мохірєва, кілька місцевих чиновників та дитина, народжена 2014 року.

## Катастрофа
О 12:57 за місцевим часом рейс 251 вилетів з аеропорту Єлізово. Розрахунковий час прибуття до Палани складав 15:05. При заході на посадку на висоті близько 200 метрів літак зіткнувся з береговою скелею і повністю розбився.
Рейс 251 перестав виходити на зв'язок приблизно за 10 кілометрів від аеропорту Палана. Пізніше за 3,8 кілометра від ЗПС біля підніжжя скелі виявили уламки лайнера. Фюзеляж літака знайшли на березі, а решту частин — у воді в прибережній зоні Охотського моря. Таких, що вижили, не знайшли.
На момент катастрофи спостерігалася висока хмарність та туман.

## Реакція
- Туреччина у заяві свого зовнішньополітичного відомства висловила співчуття у зв'язку з катастрофою[10].
- Виконувач обов'язків прем'єр-міністра Вірменії Нікол Пашинян направив Володимиру Путіну телеграму зі співчуттями з приводу катастрофи[11].
- Голова Бурятії Олексій Циденов висловив співчуття громадянам Камчатки, заявивши, що «Бурятія глибоко вражена новиною про страшну авіакатастрофу»[12].
- Президент Сербії Александар Вучич висловив співчуття президенту Росії Володимиру Путіну і росіянам у зв'язку з авіакатастрофою[13].
- Міністр транспорту Росії Віталій Савельєв і глава Росавіації Олександр Нерадько вилетіли на місце катастрофи для участі в пошуково-рятувальних роботах[14][15].
- Губернатор Камчатського краю Володимир Солодов заявив ТАРС про те, що влада краю надасть фінансову допомогу сім'ям загиблих у катастрофі[16].
- Посол США в Москві Джон Салліван висловив співчуття у зв'язку з катастрофою[17][18].
- У заяві свого МЗС влада Єгипту висловила співчуття Росії у зв'язку з катастрофою[19].
- Голова Якутії Айсен Ніколаєв висловив співчуття жителям Камчатського краю у зв'язку з катастрофою[20].
- МЗС Греції заявило, що «глибоко засмучене подіями в Росії» і висловило співчуття рідним загиблих[21].
- Посольство Пакистану в Москві висловило співчуття рідним загиблих у катастрофі[22].
- З 7 до 9 липня в Камчатському краї оголосили триденну жалобу[23].
- Жителі Петропавловська-Камчатського організували стихійний меморіал катастрофі на щаблях стели «Місто військової слави» у центрі міста. Містяни несуть на меморіал квіти на пам'ять про загиблих[24].

## Розслідування
Слідчий комітет РФ розглядає три ймовірні версії катастрофи літака:
- несприятливі погодні умови,
- технічні несправності літака,
- помилки пілотування[25].

Після катастрофи Ространснадзор ініціював позапланову перевірку Камчатського авіапідприємства та Держкорпорації з організації повітряного руху.
У день катастрофи МАК створив комісію з розслідування причин аварії.
У пошуках уламків літака брав участь літак Іл-38 Тихоокеанського флоту ВМФ Росії.
Заступник директора Камчатського Авіапідприємства Сергій Горб заявив, що причиною катастрофи міг стати сильний боковий вітер.
Рятувальну операцію на місці катастрофи відклали на ранок 7 липня через погані погодні умови.
7 липня слідчі почали вивчення зразків палива, особистих справ членів екіпажу та допит свідків.
9 липня рятувальники знайшли бортові самописці пасажирського літака Ан-26. Розшифрування чорних скриньок проводитимуть у Москві.